# Герероленд

Флаг Герероленда

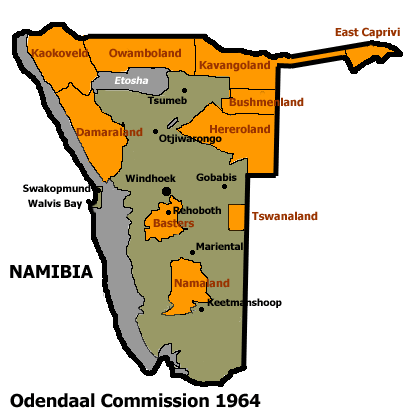
Бантустан Герероленд на современной карте Намибии

Герероленд (гереро Hereroland) — бывший бантустан времен апартеида на северо-востоке современной Намибии. Был назван по имени народа гереро, населявшего территорию бантустана.

## История
Его создание в 1968 году было результатом политики отдельного развития чернокожего населения, что правительство Южной Африки и реализовывало в рамках своей системы апартеида в период оккупации и управления бывшей немецкой колонии в Юго-Западной Африке.
Основной предпосылкой его создания было выделить участок земли, отведенный для народа гереро, где они могли бы развиваться в изоляции от районов, зарезервированных для белых. В 1970 году он получил административную автономию с целью обеспечения самоуправления гереро.
С 1980 года и до отмены бантустана в 1989 году Герероленд был практически без денег. Это заставляло народ гереро переходить границы бантустана и работать на белых.
В 1989 году Герероленд, так же как и другие бантустаны был упразднен и включен в состав независимой Намибии.

## Формирование
Область занимала площадь 58 997 кв.км, что делало его одним из крупнейших бантустанов и к 1971 году имела население 44 000 жителей. В Герероленде самым распространенным языком был язык гереро из семьи языков банту.

## Нынешняя ситуация
Ныне бывший бантустан является территорией Омахеке — одной из провинций современной Намибии и по прежнему является родиной народа гереро.